# حرية الاعتقاد في طاجيكستان
ينصّ الدستور الطاجيكي على حرية الاعتقاد في البلاد. إلّا أنّ احترام الحرية الدينية تزعزَع خلال السنوات الأخيرة، مثيرًا بعض القلق.
تعكس السياسات الطاجيكية قلقًا حيال التطرّف الإسلامي، ويشاركها بذلك معظم عامّة الشعب. تعمل الحكومة بجدٍّ على مراقبة نشاطات الهيئات الدينية لمنعهم من الانخراط علنًا في السياسة. منعت سياسة وزارة التعليم الطاجيكية الفتيات من ارتداء الحجاب في المدارس الحكومية. تستغل الحكومة عملية التسجيل في منع بعض نشاطات المنظمات الدينية. تواجه بعض المنظمات الدينية وأفرادها مضايقاتٍ واحتجازًا مؤقتًا واستجوابًا من قبل السلطات الحكومية. تواصل الحكومة الطاجيكية، بما فيها الرئيس إمام علي رحمن، الإعلان عن سياسةٍ علمانيةٍ نشطة.
ويعبّر بعض الزعماء المسلمين من حين إلى آخر، عبر الخُطَب والمقالات الصحفية، عن رأيهم بتقويض الأقليات الدينية للوحدة الوطنية.

## التركيبة السكانية الدينية
تبلغ مساحة دولة طاجيكستان 143 ألف كيلومتر مربع (55.300 ميل مربع)، وعدد سكانها 7 ملايين نسمة، إلا أنه من الصعب تحديد رقم دقيق نظرًا لغياب تسجيل الولادات في بعض المناطق الريفية. يعتبر قرابة 97% من السكان أنفسهم مسلمين، إلا أن درجة الالتزام الديني تختلف على نطاقٍ واسع. بالإجمال، يبدو أنّ التقيّد الديني يميل للارتفاع بثبات، خصوصًا بين سكان المدينة الذي كانوا أقلّ التزامًا في السابق. تتبع الغالبية العظمى من المواطنين المسلمين (نحو 96% من السكان) المدرسة الحنفية للإسلام السني. نحو 1% من السكان هم من الشيعة، غالبيتهم من الطائفة الإسماعيلية. يقيم معظم الإسماعيليين في منطقة غورنو - باداخشان الشرقية النائية، وكذلك في بعض مناطق إقليم خاتون الجنوبي وفي دوشانبي، العاصمة. في عام 2006، بدأت جماعة إسلامية جديدة غير مُسجّلة من الطائفية السلفية بالتّعبُّد في مساجد يوم الجمعة في كلٍّ من دوشانبي وسوغد وخاتلون. يمارس نحو 5000 سلفي نشاطهم في دوشانبي دون تدخّل من قبل بقية المسلمين أو الحكومة.
يوجد هناك 85 جماعة غير مسلمة مسجلة لدى إدارة الشؤون الدينية ضمن وزارة الثقافة. يُقيم في البلاد قرابة 200 ألف مسيحي، أغلبهم من أصول روسية ومجموعات أخرى من المهاجرين خلال الحقبة السوفييتية. أكبر مجموعة مسيحية هي الرّوس الأرثوذكس، لكنّ تضمّ منظماتٌ مسجّلة أخرى المعمدانيين (خمس منظمات) والروم الكاثوليك (منظمتان) والسبتيين (منظمة واحدة) وشهود يهوه (منظمة واحدة) واللوثريين (لا توجد بيانات متاحة) والكوريون البروتستانت، الذين يضمّون منظمتين تتبعان كنيسة سنمين. من بين الأقليات الدينية الأخرى؛ البهائيون (أربع منظمات) والزرادشتيون (لا توجد بيانات متاحة) وحركة هاري كريشنا (منظمة واحدة) واليهود (منظّمة واحدة). كلٌّ من هذه الجماعات صغيرة ٌجدًا، ويعيش جميع أفرادها تقريبًا في دوشانبي أو غيرها من المدن الكبيرة. يقدر أن 0.01 % من السكان ملحدون أو لا ينتمون إلى أي جماعةٍ دينية.
يوجد بعض المبشرين المسيحيين من الدول الغربية مثل كوريا والهند وغيرها بأعدادٍ ضئيلة. قدّرت إدارة الشؤون الدينية سابقًا أعداد من اعتنقوا المسيحية منذ الاستقلال بنحو 3000 فرد. كما زارت جماعاتٌ من المُرسلين الإسلاميين البلاد خلال الفترة التي شملها التقرير.

### الإطار القانوني والسياسي
ينص الدستور الطاجيكي على حرية العقيدة، كما تحترم الحكومة عمومًا حقّ ممارستها؛ إلا أنها تراقب نشاطات الهيئات الدينية لمنعهم من الانخراط علنًا في السياسة أو تبنّي «نزعة متطرّفة)، كما ترى بعض المكاتب الإدارية المحلية على أن مصطلح «الدولة العلمانية» يتطلّب تحيُّزًا حكوميًا ضد الدين.
أُنشئ قانون جمهورية طاجيكستان حول «الدين والمنظمات الدينية» في 1 ديسمبر / كانون الأول عام 1994، وعُدّل في عام 1997. يضمن القانون حق الأفراد في اختيار وتغيير دينهم وممارسة عقيدتهم. كما يصون حقّ الأفراد في الدّعوة الدّينية. يصون القانون الحرية الدينية، ولكن عمليًا، لا تفرض الحكومة، بما فيها النظام القضائي الطاجيكي، القانون بصرامةٍ دون تمييز.
رغم عدم وجود دين رسمي للدولة، تعترف طاجيكستان بيومين إسلاميين مقدسين، هما عيد الفطر وعيد الأضحى، بكونهم عُطلًا رسميّة.
تبعًا للقانون المعني بـ «الدين والهيئات الدينية»، على المجتمعات الدينية أن تكون مُسجلة من قبل إدارة الشؤون الدينية. في شهر نوفمبر من عام 2006، حلّت الحكومة لجنة الدولة للشؤون الدينية، وأنشأت مكانها إدارة الشؤون الدينية ضمن وزارة الثقافة. الرئيس السابق للجنة الدولة للشؤون الدينية هو اليوم نائبٌ لوزير الثقافة. المُسوّغ الرسمي للتسجيل هو ضمان سير الجماعات الدينية بما يتوافق مع القانون. إلّا أن بعض الجماعات الدينية زعمت بأن السبب العملي وراءه هو ضمان عدم تسييسها علنًا. من أجل التسجيل في إدارة الشؤون الدينية، على الجماعة الدينية الوطنية تقديم ميثاق، وقائمة تتضمّن 10 أفراد على الأقل، ودليل على موافقة الحكومة المحلية على موقع دار العبادة في حال وجوده. لا تتطلّب الجماعات الدينية امتلاكها هيكلًا ماديًا للتسجيل، إلا أنه ليس بإمكانهم عقد اجتماعات دورية بدونه. لا يتوجّب على الأفراد المؤمنين -حتى 10 أشخاص- التسجيل في إدارة الشؤون الدينية لممارسة عبادتهم بشكل خاص.
تتشارك كل من إدارة الشؤون الدينية والسلطات المحلية المسؤولية في تسجيل المساجد ضمن الأحياء، وعليهم الاتّفاق على الموقع الفعلي لمسجد مُعيّن. إدارة الشؤون الدينية هي السّلطة الأساسية في تسجيل الجماعات غير الإسلامية؛ إلّا أنه على تلك الجماعات أيضًا تسجيل مكان العبادة بالاتفاق مع السّلطات المحليّة. حسب إدارة الشؤون الدينية، يمكن للسّلطات المحليّة رفض الهيكل المُقترح في حال لم يلبي معايير الصرف الصحي والبناء، أو في حال توضّعه على أرضٍ عامّة أو متاخمته مباشرةً لمبانٍ حكومية أو مدارس أو دور عبادة أخرى. في حال رفض الحكومة المحلية لاقتراحٍ ما، على المجتمع الديني المُطالِب بالترخيص اقتراح بديل. في حال غياب التسجيل، يمكن للسلطات المحليّة إغلاق دار العبادة ومقاضاة أفراده.
لا توجد حالاتُ رفضٍ دائمٍ لإدارة الشؤون الدينية تسجيل جماعاتٍ دينية خلال السنوات الأخيرة. كما لا توجد تقارير حول امتناع مجموعةٍ عن التسجيل خشيةَ الرّفض؛ إلا أنّ إدارة الشؤون الدينية رفضت بعض الطّلبات لأسباب فنيّة، مماطلِةً في التسجيل. كانت هناك حالاتٌ منفردة لرفض الحكومة المحلية تسجيل جماعات دينية في مناطقهم، مثل حالةٍ في مدينة تورسونزادي، حيث طالبت إدارة الشؤون الدينية تسجيلًا محليًا لشعبةٍ من شهود يهوه إضافة إلى تسجيلهم الوطني.
تحوي البلاد 2842 مسجدًا مٌسجّلًا للصلوات اليومية. يُمثّل ذلك انحدارًا في عددها من 2885 مسجد مُسجّل في عام 2006؛ إلّا أن إدارة الشؤون الدينية أعلنت عدم إغلاقها رسميًا أيّ مسجدٍ خلال الفترة التي أشار إليها التقرير. يجب على «مساجد الجمعة» (وهي منشآت أكبر بنيت من أجل الصّلاة يوم الجمعة من كلّ أسبوع) أن تكون مُسجّلةً لدى إدارة الشؤون الدينية. يوجد منها 262 مسجد مُسجّل، لا تشمل دور عبادة الطائفة الإسماعيلية. يُصرّح فقط بواحدٍ من هذه المساجد لكل 15000 نسمة ضمن منطقة جغرافية معيّنة. يرى العديد من المراقبين تلك القاعدة تمييزية، نظرًا لعدم وجودها فيما يخصّ جماعاتٍ دينيةً أخرى.
يوجد 19 مدرسة إسلامية على المستوى الجامعي، وجامعة إسلامية واحدة. تسمح طاجيكستان بالمدارس الرسمية الخاصة شرطَ أن تكون مُسجّلة. أغلقت الحكومة بعض المدارس الإسلامية لعملها دون رخصة.
لا يمنع القانون الوالدين من تعليمهم المُعتقدات الدينية لأطفالهم ضمن خصوصية منزلهم، إلا أن هنالك قيودًا على التعليم المنزلي للأطفال خارج العائلة.
يواصل الرئيس رحمن الدفاع بقوّة عن «العلمانية»، وهو مفهومٌ مسيّس يحمل دلالةً قويّة على كونه «ضد التّطرّف» بدلًا من كونه «لا دينيًا». حذّر الرئيس ضمن الخُطب الوطنية من ربط الغرباء الإسلام بالإرهاب ظُلمًا.
في حين تعتبر الغالبية العظمى من السكان نفسها مسلمةً، إلّا أن هنالك خوفًا ملحوظًا من التّطرَف الإسلامي، سواء داخل الحكومة أو بين السكان بشكل عام.
سمح تعديلٌ على الدستور عام 2009 بإقامة الأحزاب الدينية على أساس ديني، على الرغم من أن القانون الصادر في عام 1998 والذي ينص على عدم حصول الأحزاب على الدعم من المؤسسات الدينية لا يزال ساري المفعول.
يضمّ مجلس النواب في البرلمان الوطني، الذي يبلغ مجموع أعضائه 63 عضوًا، ممثلَينِ عن حزب النهضة الإسلامية في طاجيكستان. هناك أيضًا 13 نائب من حزب النهضة الإسلامية في طاجيكستان ضمن البرلمانات المحلية في جميع أنحاء البلاد. النهضة الإسلامية هو الحزب السياسي الإسلامي الوحيد في آسيا الوسطى.